# Байоннская ветчина
Байо́ннская ветчина́, или байо́ннский жамбо́н (фр. Jambon de Bayonne) — кулинарный специалитет французской кухни —  ветчина из цельного сыровяленого свиного окорока. Производится на протяжении многих веков в окрестностях гасконского города Байонна на юго-западе Франции. Ближайший «родственник» испанского хамона.

## История
Просоленный вяленый окорок является традиционным блюдом во многих областях юго-западной Франции. К середине зимы его запасала практически каждая крестьянская семья. В кафедральном соборе Олорон-Сент-Мари с 1120 года известны несколько скульптурных композиций, отображающих персонажей, забивающих свиней и разделывающих их туши. Существует неподтверждённая легенда, что рецепт приготовления байоннского окорока неожиданным образом получил гасконский военачальник времён Столетней войны, страстный охотник Гастон III де Фуа. Охотясь на кабана, он не сумел добить раненого зверя, тот забрёл в соляной источник на месте расположенных здесь ранее болот, где и умер. Спустя несколько месяцев тушу отыскали. Попробовав совсем не испортившееся мясо, все поразились его нежному вкусу. По другой легенде, благодаря найденной туше открыли не рецепт приготовления окорока, а собственно залежи соли. Так или иначе, специалисты утверждают, что изготовить байоннскую ветчину без местной каменной соли невозможно.

В 1462 года Людовик XI предоставил Байонне право проводить две ярмарки — на Пасху и летом. С тех пор пасхальная ярмарка на несколько столетий стала главным мероприятием, на котором местные крестьяне представляли среди прочих товаров эти мясные деликатесы. Первоначально её называли «ветчиной из порта Байонна», но постепенно упоминание порта забылось. Этот вяленый окорок в ряду самых изысканных яств упоминает Франсуа Рабле в первой книге романа «Гаргантюа и Пантагрюэль» (1533 год): 
Грангузье был в своё время большой шутник, по тогдашнему обычаю пил непременно до дна и любил закусить солёненьким. На сей предмет он постоянно держал основательный запас майнцской и байоннской ветчины…

Французский историк и кулинарный критик XVIII столетия Александр Гримо де Ла Реньер в своём «Альманахе для гурманов» писал: 
Из окороков наилучшая репутация у байоннских и майнцских; объясняется это и способом приготовления ветчины, и личным достоинством свиней, в Байонне и Майнце вскормленных: под этими разными небесами достигают они почти равного совершенства. Байоннские окорока <…> более массивны и весят обычно от 15 до 20 фунтов

## Технология производства
Для приготовления ветчины используют окорока свиней, выращенных в окрестностях реки Адур. Эта часть Франции, находящаяся между морем и горами, обладает уникальным климатом, при котором сухая погода чередуется с влажной. Подобная смена благоприятно отражается на готовом продукте: мясо сначала высушивается, а затем снова увлажняется. Для приготовления ветчины отбираются окорока весом более 8,5 килограммов. Их тщательно зачищают от остатков крови и жил и солят всухую местной каменной солью, кроме того, некоторые производители натирают мясо эспелетийским перцем, выращиваемым в деревне неподалёку, который придаёт ветчине характерный красно-оранжевый цвет. После посола окорока отправляют на дозревание на 7—9 месяцев. За это время формируется специфический аромат и вкус мяса.
Статус PGI определяет байоннскую ветчину как окорок, солёный сухим способом солью из бассейна реки Адур и высушенный в срок более семи месяцев в нескольких коммунах юго-запада Франции. Порода свиней строго не определена, но выращены они должны быть только в этом же регионе. В рацион их кормления входит не менее 60 % зерна, крупы или гороха. Современная технология производства также строго регламентирована. После протирания окорока солью с добавлением нитрата калия и сахара он помещается в холодильную камеру и выдерживается там при температуре 3—4°С и влажности 80 % от восьми до двенадцати дней в зависимости от веса. После этого излишки соли удаляют и помещают полуфабрикат в проветриваемое холодное помещение (3—4 °C) для дальнейшего удаления влаги. Окорок вновь чистят и сушат при 14 °C и 70 % влажности от семи до двенадцати месяцев, в зависимости от качества свинины и предпочитаемой изготовителем консистенции. Во время дозревания ветчина покрыта смесью жира и пшеничной муки, чтобы избежать образования твердой корки.

## Юридический статус
Продукту присвоен статус PGI (защищённое географическое указание) с 1998 года. С 2012 года является кандидатом на более высокий статус PDO (защищённое наименование места происхождения).